# 분고미요시역
분고미요시역(일본어: 豊後三芳駅)은 일본 오이타현 히타시에 있는 규슈 여객철도 규다이 본선의 역이다. 북큐슈 본사 직할의 마지막 역이며, 단선 승강장 1면 1선의 구조를 갖춘 지상역이다.

## 이용 현황
- 2011년도 1일 평균 승차 인원 : 8명

| 승차 인원 추이 | 승차 인원 추이    |
| 연도           | 1일 평균 이용객수 |
| -------------- | ----------------- |
| 2000           | 25                |
| 2001           | 21                |
| 2002           | 20                |
| 2003           | 16                |
| 2004           | 6                 |
| 2005           | 8                 |
| 2006           | 10                |
| 2007           | 9                 |
| 2008           | 10                |
| 2009           | 6                 |
| 2010           | 8                 |
| 2011           | 8                 |

## 역 주변
- 히타 미요시 우체국

## 역사
- 1934년 11월 25일 : 일본 철도성(일본국유철도)의 분고미요시역으로서 개업.
- 1987년 4월 1일 : 일본국유철도 분할 민영화에 의해 규슈 여객철도가 승계.

## 인접 역
| 규다이 본선      | 규다이 본선   | 규다이 본선              |
| ---------------- | ------------- | ------------------------ |
| 히타 구루메 방면 | ■ 규다이 본선 | 분고나카가와 오이타 방면 |